# Taylorstown
Taylorstown es un lugar designado por el censo ubicado en el condado de Washington en el estado estadounidense de Pensilvania. En el Censo de 2010 tenía una población de 217 habitantes y una densidad poblacional de 82,3 personas por km².

## Geografía
Taylorstown se encuentra ubicado en las coordenadas 40°9′24″N 80°23′13″O / 40.15667, -80.38694. Según la Oficina del Censo de los Estados Unidos, Taylorstown tiene una superficie total de 2.64 km², de la cual 2.64 km² corresponden a tierra firme y (0%) 0 km² es agua.

## Demografía
Según el censo de 2010, había 217 personas residiendo en Taylorstown. La densidad de población era de 82,3 hab./km². De los 217 habitantes, Taylorstown estaba compuesto por el 97.24% blancos, el 0% eran afroamericanos, el 0% eran amerindios, el 0.92% eran asiáticos, el 0% eran isleños del Pacífico, el 0% eran de otras razas y el 1.84% pertenecían a dos o más razas. Del total de la población el 0.46% eran hispanos o latinos de cualquier raza.